# Santiago (region)
33°26′16″S 70°39′1″V / 33.43778°S 70.65028°V
 For alternative betydninger, se Santiago (flertydig). (Se også artikler, som begynder med Santiago)
Santiago Hovedstadsregionen er en af Chiles regioner og den eneste uden direkte adgang til Stillehavet. Regionen er opkaldt efter landets hovedstad, som ligger i regionen, og den er desuden den eneste af regionerne, der ikke har et romertal knyttet til navnet.
Med et areal på 15.403,2 km² og et befolkningstal på 6.061.185 er regionen både den mindste og den mest befolkningsrige samt dermed også den tættestbefolkede af Chiles femten regioner. Den grænser op til Valparaíso mod nord og vest, O'Higgins mod syd og vest samt Argentina mod øst. Hovedbyen er Santiago.

## Geografi og natur
Santiago Hovedstadsregionen ligger i dalen mellem Chiles kystbjerge og Andesbjergene. Bjerget Cerro San Cristóbal, der ligger i selve hovedstaden, dominerer indtrykket af byen og har en højde af omkring 880 m. Byens forstæder strækker sig op ad bunden af siderne på Andesbjergene. Længst mod øst på grænsen til Argentina ligger stratovulkanen Tupungato, der med sine 6.570 m er et af Sydamerikas højeste punkter.
Det meste af regn- og smeltevandet i regionen føres bort af Mapocho-floden, der har Maipo, Yeso og Colorado som bifloder.

## Historie
Kort efter Santiagos grundlæggelse i 1542 blev der opført en cabildo, et administrativt råd, som skulle stå i spidsen for hele territoriet. Dette råd blev grundlaget for Santiago-regionen. Oprindeligt var territoriet større, men med grundlæggelsen af byerne Concepción og La Serena, der begge fik egne cabildoer, blev Santiagos område indskrænket.
I 1826 blev der oprettet otte provinser, heriblandt Santiago, mens regionen, som den nu kendes, først blev etableret i 1980. Dette var nogle år efter etableringen af den overordnede regionsstruktur, der blev indført i 1974.

## Administration
Santiago er opdelt i seks provinser: Chacabuco, Cordillera, Maipo, Melipilla, Santiago og Talagante. Disse provinser er igen opdelt i sammenlagt 52 kommuner, hvoraf 32 ligger i Santiago-provinsen.

## Økonomi og beskæftigelse
De vigtigste erhverv i regionen er inden for fremstilling, service, detailhandel og finansverdenen. Hovedstaden Santiago er landets administrative, industrielle, handelsmæssige, økonomiske og kulturelle centrum og står for 41,5 % af Chiles samlede bruttonationalindkomst.
Skønt hovedstadens ekspansion har beskåret områderne med landbrug, herunder vinproduktion, finder man fortsat nogle af landets ældste vingårde i regionen.